# Проектні Системи ЛТД
ТОВ «Прое́ктні систе́ми ЛТД» (англ. Project Systems LTD) — це українське архітектурне бюро, засноване у 2005 році заслуженим архітектором України Миргородським Андрієм Сергійовичем та Миргородським Сергієм Миколайовичем з головним офісом у місті Київ. «Проектні системи ЛТД» працюють у сфері містобудування, архітектури, дизайну та інженерії. Компанія реалізувала велику кількість урбаністичних проектів по Києву та Україні, а також брала участь у проектуванні та будівництві об'єктів закордоном. Компанія співпрацювала з такими закордонними компаніями, як: Ricardo Bofill, Jerde, Promontorio.

## Головні проекти

### Реалізовані проекти
- Поштова площа (Реконструкція)
- McDonald's на Поштовій площі[3]
- Меморіальний комплекс пам'яті жерт Голодомору в Україні (І черга) (2008)
- Мостовий пішохідно-велосипедний перехід (2019)
- Реконструкція Олімпійської площі (2012)

### Проекти у стадії будівництва
- Меморіальний комплекс пам'яті жерт Голодомору в Україні (ІІ черга)
- Гостиний двір (Реконструкція, 2015)

### Ескізні проекти
- Фізкультурно-оздоровчий центр
- Офісний центр на проспекті Лобановського

### Проекти містобудування та урбаністики
- Багатофункціональний комплекс біля озера Вирлиця
- Район «Теличка»
- Реконструкція оглядового майданчика на Парковій дорозі
- Паркінг на Набережному шосе

### Реконструкція об'єктів
- Фасади КВЦ «Парковий»
- Готель «Сім Днів»
- Торгово-розважальний комплекс «Даринок»